# Pedaliodes phaea
Pedaliodes phaea är en fjärilsart som beskrevs av William Chapman Hewitson 1861. Pedaliodes phaea ingår i släktet Pedaliodes och familjen praktfjärilar. Inga underarter finns listade i Catalogue of Life.

## Bildgalleri

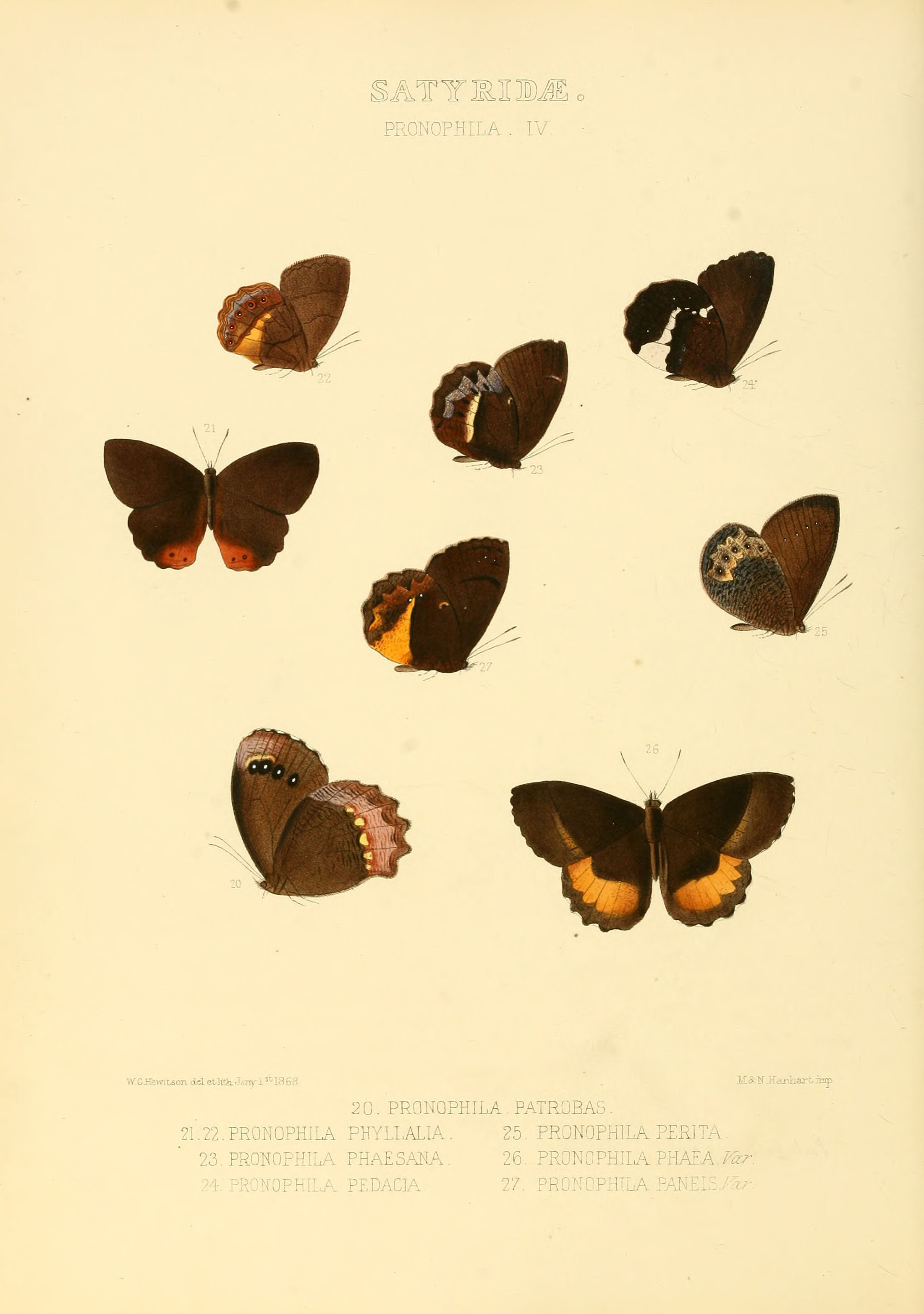